# Rittersaal (Berliner Schloss)

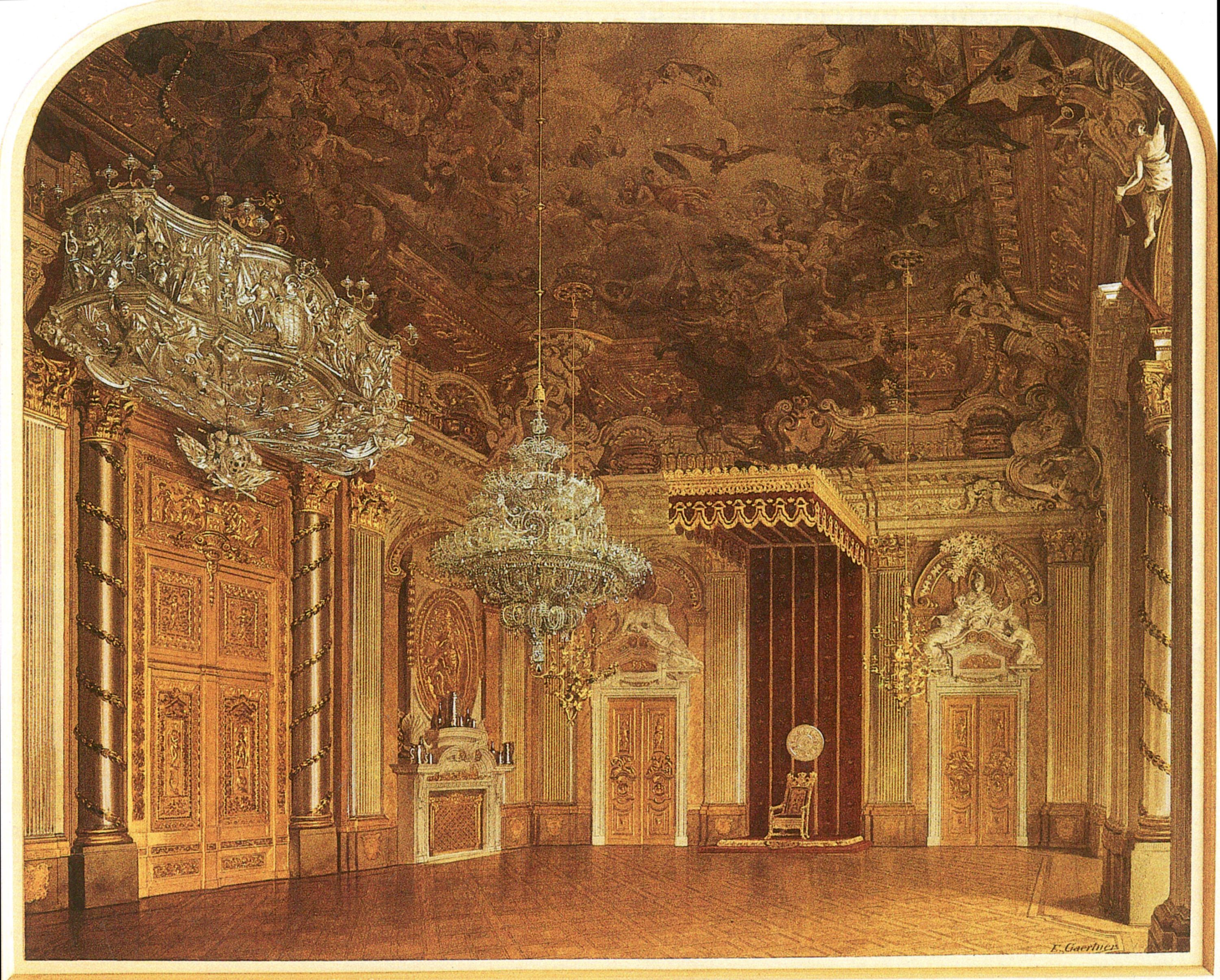
Der Rittersaal mit Blick zum Königsthron, Gemälde von Eduard Gaertner, 1844

Der Rittersaal war eine der bedeutendsten Paradekammern des Berliner Schlosses. Er wurde im Zuge des großen Schlossumbaus im Auftrag des preußischen Königs Friedrich I. nach Plänen von Andreas Schlüter entworfen und von 1699 bis 1702 erbaut. Namensgeber des Saals waren die Ritter des Schwarzen Adlerordens, der am Vorabend der Krönung von Friedrich I. gestiftet wurde. 
Der Saal bildete das Zentrum der Paradezimmer im zweiten Obergeschoss des Schlosses und war zugleich ihr baukünstlerischer Höhepunkt. Eine reichhaltige Einheit aus Baukunst, Bauplastik und Malerei bildend, diente er als königlicher Thron- und Festsaal.
Im Zweiten Weltkrieg beschädigt, wurde der Rittersaal 1950 mit der Sprengung des Schlosses endgültig zerstört. Der Saal ist durch das Historische Farbdiaarchiv detailliert dokumentiert. Im wiederaufgebauten Schloss befindet sich an ursprünglicher Stelle ein schlichter Raum mit den originalen Abmessungen des Rittersaals, um eine spätere Rekonstruktion zu ermöglichen.

## Geschichte

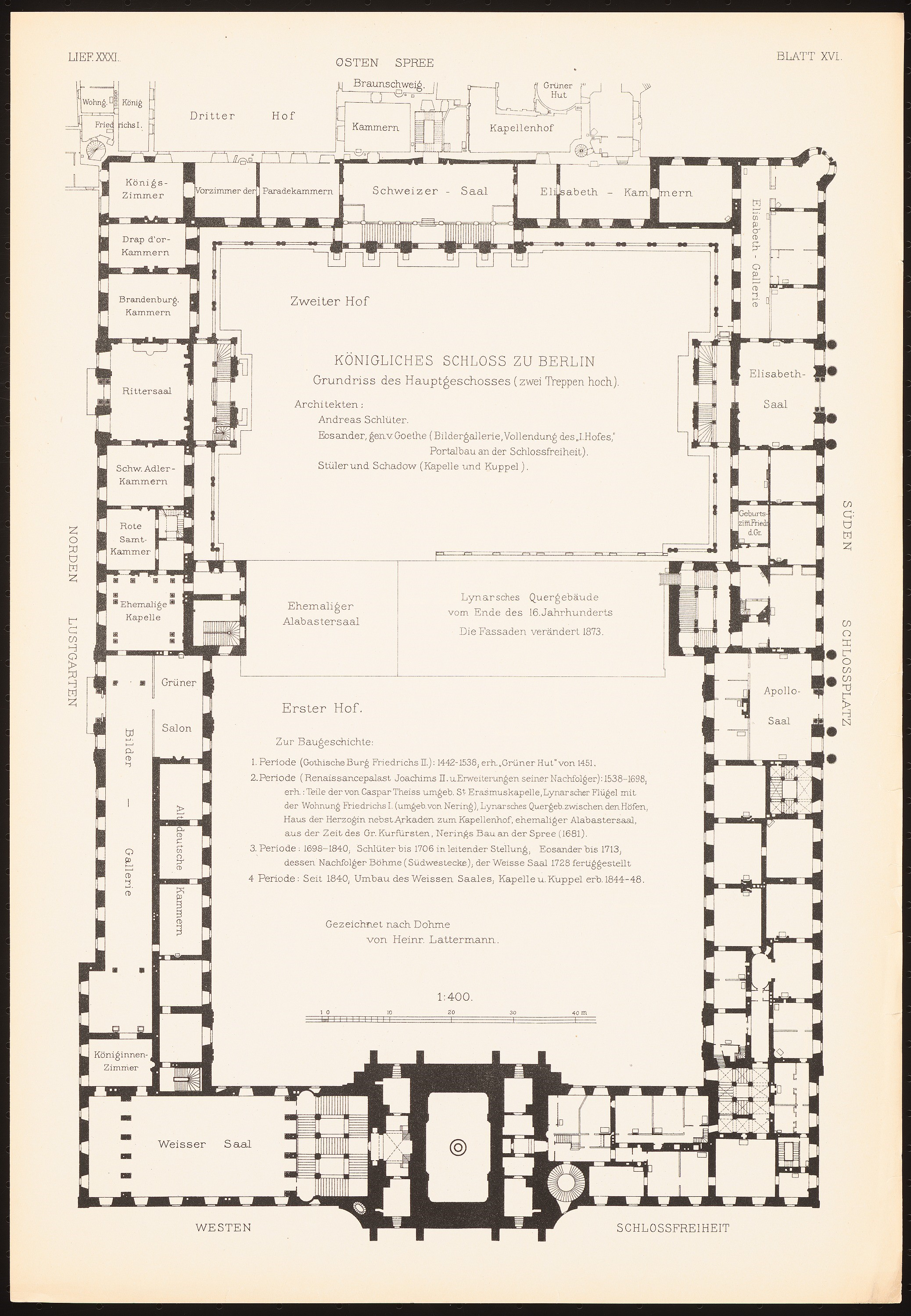
Grundriss des Hauptgeschosses: Die Paradekammern liegen im nördlichen Flügel zum Lustgarten

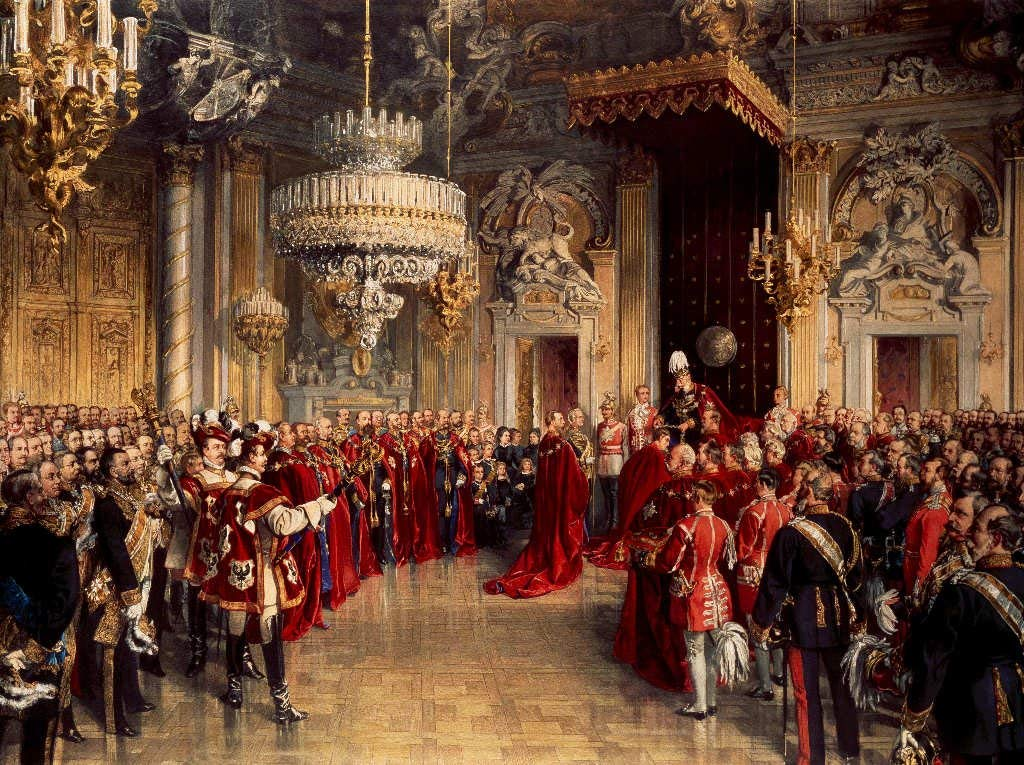
Darstellung des Rittersaals bei einer Ordenszeremonie des Schwarzen Adlerordens, Gemälde von Emil Doepler, 1877

Der Rittersaal entstand ab 1699 im Zuge der grundlegenden barocken Umgestaltung des Berliner Schlosses durch den preußischen Hofarchitekten Andreas Schlüter und bildete das Zentrum der zum Lustgarten ausgerichteten Paradekammern. Die Benennung des Saals erfolgt nach den Rittern des Schwarzen Adlerordens, der einen Tag vor der Krönung Friedrichs I. am 17. Januar 1701 gestiftet wurde. Dementsprechend erfüllte der Saal als Audienz-, Fest- und Speisesaal repräsentative Zwecke.
Am 3. April 1849 versammelten sich die 32 Mitglieder der Frankfurter Nationalversammlung als Kaiserdeputation im Rittersaal. Ihr Angebot der Auferlegung der Kaiserwürde lehnte König Friedrich Wilhelm IV. entschlossen ab und löste damit die Maiaufstände aus.
In seiner Gestaltung blieb der Saal grundsätzlich in Schlüters Erbauungszustand erhalten. Lediglich der Baldachin, der Thron und der Kronleuchter wurden über die Jahrhunderte ausgetauscht.
Bei den alliierten Luftangriffen auf Berlin wurde der Rittersaal schwer beschädigt und konnte, anders als der nur leicht beschädigte Weiße Saal, nicht mehr benutzt werden. Mit dem Abriss des Schlosses 1950–1951 wurde der Rittersaal endgültig zerstört.

## Beschreibung

### Architektur

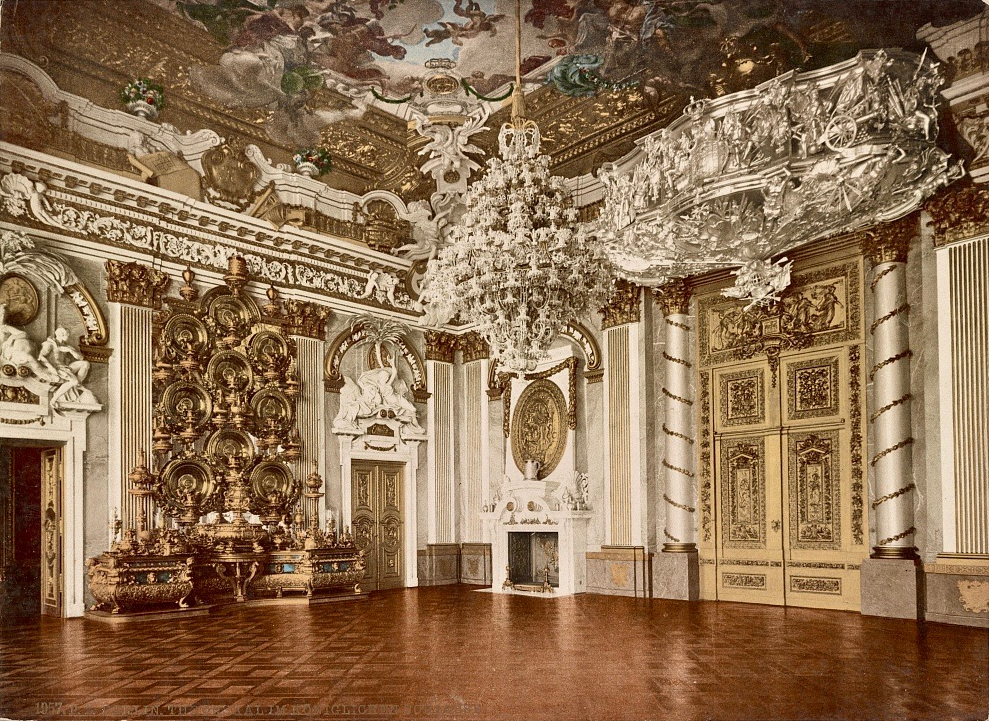
Photochromdruck des Rittersaals, um 1900

Als Teil der königlichen Paradekammern lag der Rittersaal im zweiten Obergeschoss des Berliner Schlosses und befand sich unmittelbar am Portal V. Die Erschließung konnte über eine eigene Treppe aus dem Schlüterhof erfolgen. Nach dem Weißen Saal war der Rittersaal der größte Raum der Paradekammern.
Der Saal wurde durch korinthische Pilaster mit vergoldeten Kanneluren und Kapitellen durchgliedert. Zu den östlich und westlich anschließenden Räumen führten beidseits jeweils zwei Türen, die mit Allegorien der vier damals bekannten Erdteile bekrönt wurden: Afrika, Amerika, Asien und Europa.
Zum südlich gelegenen Treppenhaus der Rittersaaltreppe führte ein repräsentatives vergoldetes Portal, das mit Reliefs versehen war. Über dem Portal war eine monumentale Kartusche angebracht, die aus Silber gefertigt war.
Die Decke des Saals war ganzflächig durch ein Deckengemälde von Johann Friedrich Wentzel versehen. Ikonographisch vereinte das Gemälde Ereignisse des Großen Kurfürsten mit Göttern und Allegorien der römischen Mythologie.

### Ausstattung

#### Die Silberkartusche
Die Silberkartusche zeigte das königliche Monogramm sowie zahlreiche Trophäen. Die Kartusche wurde im Siebenjährigen Krieg zu Rüstungszwecken eingeschmolzen und nach Kriegsende durch eine versilberte Kopie aus Holz ersetzt. 

#### Das Silberbuffet

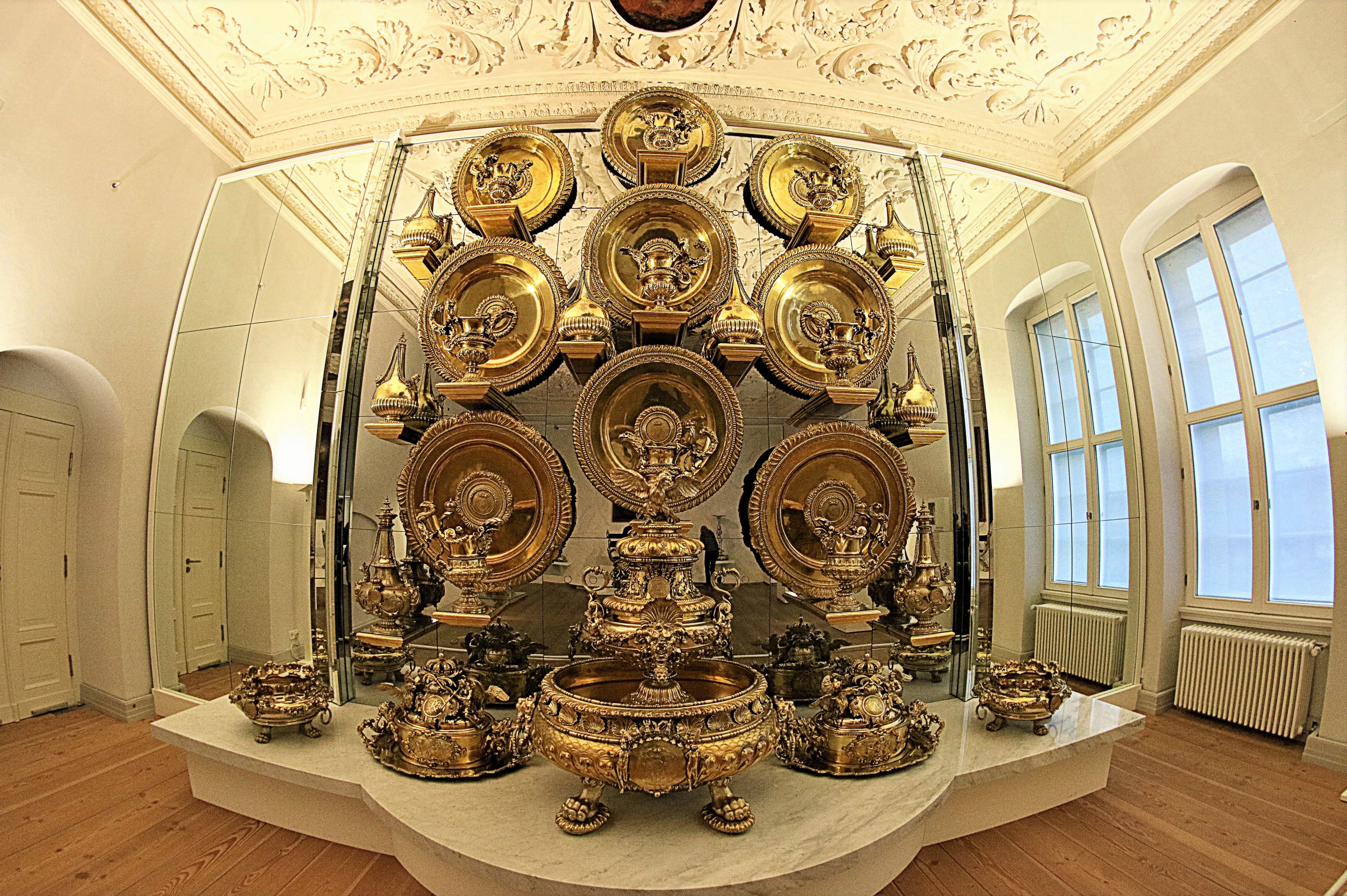
Erhaltene Bestandteile des Silberbuffets, heute im Schloss Köpenick

Das Buffet befand sich an der Ostwand und war Teil des brandenburgisch-preußischen Staatsschatzes. Es besteht aus insgesamt 33 kunstvoll vergoldeten Silbergefäßen, die größtenteils zwischen 1695 und 1698 im Auftrag des Kurfürsten Friedrich III. in Augsburg – dem damaligen Zentrum der deutschen Goldschmiedekunst – gefertigt wurden. Zum Ensemble gehören neun monumentale Gießgarnituren aus Kannen und Becken, acht Kettenflaschen, zwei Kühlkessel, zwei Pastetenbüchsen sowie ein großes Handfass mit dazugehöriger Wanne.
Das Arrangement war fester Bestandteil der Innenarchitektur des Rittersaals. Die Lavabogarnituren und Kettenflaschen wurden an der verspiegelten Wand gegenüber dem Thron platziert, während die übrigen Gefäße symmetrisch auf einem Schanktisch davor angeordnet waren. Das Buffet ist heute noch in weiten Teilen erhalten und wird im Schloss Köpenick ausgestellt. 